# Ding Dog Daddy
Pour plus de détails, voir Fiche technique et Distribution.
Ding Dog Daddy est un court métrage de dessin animé américain réalisé par Friz Freleng, sorti en 1942.
Produit par Leon Schlesinger et distribué par Warner Bros. Cartoons, ce cartoon fait partie de la série Merrie Melodies.

## Fiche technique
Source IMDb
- Réalisation : Friz Freleng
- Scénario : Tedd Pierce (Ted Pierce dans le générique)
- Production : Leon Schlesinger Studios
- Musique originale : Carl W. Stalling
- Montage et technicien du son : Treg Brown (non crédité)
- Pays : États-Unis
- Langue : anglais
- Distribution : 1942 : Warner Bros. Pictures
- Format : Couleur (Technicolor) - son mono - 1,37:1 - procédé cinématographique : sphérique
- Genre : Comédie
- Durée : 8 minutes
- Métrage : 200 mètres (une bobine)
- Date de sortie : 
  - États-Unis : 5 décembre 1942

## Distribution

### Version originale[1]
Non crédités :
- Sara Berner : la chienne
- Mel Blanc : l'oiseau
- Pinto Colvig : Willoughby le chien
- Tedd Pierce : Hector le bouledogue

## Musiques
Aucune musique n'est portée au générique.
- Am I Blue? (en)

Musique par arry Akst
- You Must Have Been a Beautiful Baby

Musique par Harry Warren
- Blues in the Night

Musique par Harold Arlen
- Would You Like to Take a Walk?

Musique par Harry Warren
- Where, Oh Where, Has My Little Dog Gone? par Septimus Winner

Musique floklorique allemande
- I'm Happy About the Whole Thing

Musique par  Harry Warren
- Symphonie no 5 de Beethoven Op. 67 I. Allegro con brio

Musique par Ludwig van Beethoven
- Frühlingslied (Chanson de printemps)

Musique  par Felix Mendelssohn
- When the Swallows Come Back to Capistrano (en)

Musique par Leon René (en)
- The Red, White and Blue (ou : Columbia, the Gem of the Ocean (en))

Musique par David T. Shaw, arrangement par Thomas A. Beckett